# Efeito Casimir

Forças de Casimir em placas paralelas

Em 1948, o físico holandês Hendrik Casimir dos laboratórios de pesquisa Philips previu que duas placas metálicas paralelas descarregadas estão sujeitas a uma força tendente a aproximá-las. Essa força somente é mensurável quando a distância entre as duas placas é extremamente pequena, da ordem de (apenas) vários diâmetros atômicos. Esta atração é chamada Efeito Casimir. Ela é relacionada às Forças de van der Waals. Devido à interação de Casimir, a energia térmica pode pular mais de duzentos ou trezentos nanômetros de vácuo.

## Explicação
O Efeito Casimir é causado pelo fato do espaço vazio ter flutuações do vácuo, na visão de partícula por fótons que continuamente se formam do vácuo e retornam ao vácuo instantes depois. O espaço entre as duas placas restringe os comprimentos de onda possíveis para as ondas eletromagnéticas residuais presentes no estado de vácuo quântico e então menos fótons se fazem presentes dentro desse espaço do que no correspondente fora dele. Como resultado, há uma menor densidade de energia entre as duas placas do que no espaço aberto; em essência, há menos partículas colidindo entre as placas que do outro lado delas, o que cria uma diferença de pressão que alguns erroneamente chamam "energia negativa" e faz com que as placas sejam empurradas uma contra a outra. 
Quanto mais estreito o espaço, tanto mais restrito o comprimento de onda das partículas (e campos) associado, mais restritos os modos do vácuo, menor a densidade de energia do vácuo e maior a diferença de pressão entre o interior e o exterior das placas; e portanto mais forte a força atrativa.
Já que o Efeito Casimir é pequeno e decresce com a quarta potência da distância entre as placas, seu efeito é maior em objetos pequenos que estão próximos. Pode ser uma consideração importante no estudo da interação de moléculas, junto em outros efeitos de pequena escala, como flutuações na estrutura eletrônica de moléculas causando dipolos induzidos que levam a forças de Van der Waals.

## Analogias
Uma análise similar pode ser usada para explicar a radiação Hawking que causa a lenta "evaporação" de buracos negros (mesmo que isso geralmente seja explicado como o escape de uma partícula de um par partícula-antipartícula, tendo a outra partícula sendo capturada pelo buraco negro).
Um efeito análogo ao Casimir foi observado por marinheiros franceses no século XVIII.  Onde dois navios balançam de um lado a outro com forte maré mas vento fraco, e os navios se aproximam mais que rudemente, a interferência destrutiva elimina a maré entre os navios. O mar calmo entre os navios tem uma densidade de energia menor que a maré de cada lado dos navios, criando uma pressão que pode empurrar os navios para mais perto de si. Se eles se aproximam demais, o cordame dos navios pode se emaranhar. Como uma contramedida, um livro do início de 1800 recomenda que cada navio deve mandar um barco remado por 10 a 20 marinheiros para afastar os navios.

## Cálculo
A energia de Casimir (e sua força) pode ser calculada a partir da energia do ponto zero do modo de Fourier do campo eletromagnético entre as placas. 
A força de Casimir por unidade de área {\displaystyle F_{c}/A} para placas ideais, perfeitamente condutoras com vácuo entre si é
{\displaystyle {F_{c} \over A}={\hbar c\pi ^{2} \over 240d^{4}}}
onde
{\displaystyle \hbar } (hbar, ℏ) é a constante reduzida de Planck (às vezes conhecida como constante de Dirac),
{\displaystyle c} é a velocidade da luz no vácuo,
{\displaystyle d} é a distância entre as duas placas.
Isso mostra que a força Casimir por unidade de área {\displaystyle F_{c}/A} é muito pequena visto {\displaystyle {\hbar c\pi ^{2} \over 240}\approx 1,3\times 10^{-27}Nm^{2}}.
O cálculo mostra que a força é proporcional à soma {\displaystyle 1+2+3+4+5+\dots } onde os números {\displaystyle 1,2,3,4,5,\dots } representam as frequências de ondas estacionárias entre as placas; cada possível onda se comporta com um oscilador harmônico quântico cuja energia do estado fundamental é igual a {\displaystyle \hbar \omega /2} contribui para a energia potencial total; a força então é igual menos o derivativo da energia potencial com respeito a distância. 
A série (soma de inteiros) é divergente e precisa ser renormalizada. Uma ferramenta útil é dada pela função zeta de  Riemann porque a soma pode ser formalmente escrita como {\displaystyle \zeta (-1)} que é igual a {\displaystyle -1/12}. Embora alguns possam acreditar que esse seria um resultado correto para a soma da série {\displaystyle 1+2+3+4+5+\dots } , isso é totalmente incorreto e, se existir algum método rigoroso para se chegar a este resultado, então cabe a esta pessoa o ônus da prova.

## Medição
O efeito Casimir foi medido em 1997 por Steve K. Lamoreaux do Laboratório Nacional de Los Alamos e por Umar Mohideen da University of California at Riverside e seu colega Anushree Roy. Na prática, em vez de usar duas placas paralelas, que requereria alinhamento perfeitamente acurado para garantir que estariam paralelas, o experimento usa uma placa que é plana e outra placa que é parte de uma esfera com um grande raio de curvatura. Pesquisas posteriores mostraram que o efeito Casimir pode ser repulsivo ao invés de atrativo.
K. Lamoreaux observou a existência do efeito Casimir entre uma placa metálica e outra esférica com d variando entre 0,6μm a 6μm — uma ordem de grandeza. Esse experimento demonstra o contra-intuitivo fenômeno quântico que o vácuo de fato tem energia associada a ele. Desde a descoberta de Lamoreaux, o efeito já foi medido para materiais e geometrias diferentes. Um grupo na Itália em 2002 conseguiu com menor precisão medir o efeito para a geometria original de placas paralelas. Já foi até medido o efeito Casimir repulsivo no final de 2008 — i.e. levitação quântica. (*) "A força do vácuo"